# Slät djuphavsfisk
Slät djuphavsfisk (Xenodermichthys copei) är en djuphavsfisk i familjen släthuvudfiskar.

## Utseende
En avlång, smal fisk med slemmig, fjällös hud, svartviolett kropp och ljusare, genomskinligt gråblå fenor. Små, punktformiga ljusorgan finns på buken och kinderna. Största längd är omkring 30 cm.

## Vanor
Den släta djuphavsfisken återfinns vanligen på kontinentalsockelns sluttningar från 100 till 1 230 m, även om den kan gå så djupt ner som 2 650 m. Födan består av olika kräftdjur som musselkräftor, lysräkor, märlkräftor och hoppkräftor samt små bläckfiskar.

## Utbredning
Arten finns i de flesta av jordens hav, Atlanten, Stilla havet och Indiska oceanen, bland annat runt Australien. I Atlanten finns den från Grönland och Island till Brasilien och Sydafrika.